# Timwu
Timwu (gr. Τύμβου, tur. Kırklar) – wieś na Cyprze, w dystrykcie Nikozja.